# Khamsavath Vilayphone
Khamsavath Vilayphone (ur. 9 kwietnia 1967) – laotański bokser wagi lekkopółśredniej, olimpijczyk.
Odpadł w ćwierćfinale Igrzysk Azji Południowo-Wschodniej 1989, przegrywając w tej fazie rozgrywek z Pravitem Suwanwichitem z Tajlandii. Na Mistrzostwach Azji w Boksie 1992 zdobył brązowy medal, przegrywając w półfinale z Koreańczykiem Kim Jae-gyeongiem (pierwszy Laotańczyk, który został medalistą mistrzostw kontynentu w boksie). Dzięki temu osiągnięciu zakwalifikował się na Letnie Igrzyska Olimpijskie 1992, gdyż mistrzostwa były jednocześnie turniejem kwalifikacyjnym do igrzysk.
W 1/16 finału zawodów olimpijskich zmierzył się z Mongołem Njamagijnem Altanchujagiem, z którym przegrał przez RSC w drugiej rundzie. Podczas ceremonii otwarcia igrzysk był chorążym reprezentacji.
Uczestniczył również w kwalifikacjach do igrzysk w Atlancie, gdzie odpadł w 1/8 finału po porażce z Parkpoomem Jangphonakiem z Tajlandii. Na tym samym etapie zawodów ukończył rywalizację podczas Igrzysk Azjatyckich 1998 (przegrał z Mongołem Densmą Ensajchanem).